# هیرفورد (کلرادو)
هیرفورد (به انگلیسی: Hereford) یک منطقهٔ مسکونی در ایالات متحده آمریکا است که در شهرستان ولد، کلرادو واقع شده‌است. هیرفورد ۱٬۶۰۹ متر بالاتر از سطح دریا واقع شده‌است.